# Avery Aylsworth
Avery Aylsworth (San Jose, 18 ottobre 1996) è un pallavolista statunitense, libero del Friedrichshafen.

## Carriera

### Club
La carriera di Avery Aylsworth inizia nei tornei scolastici californiani, a cui prende parte con la Saint Francis HS. Dopo il diploma è impegnato nella lega universitaria di NCAA Division I, a cui prende parte con la Loyola Chicago dal 2016 al 2019.
Fa la sua prima esperienza da professionista in patria, partecipando alla NVA 2019 con l'Icemen, prima di accasarsi nella stagione 2019-20 in Finlandia, dove disputa la Lentopallon Mestaruusliiga con il Raision Loimu. Dopo aver partecipato allo NVA Showcase 2020 con gli OC Stunners, approda al Friedrichshafen, nella massima divisione tedesca, qualche settimana dopo l'inizio della 1. Bundesliga 2020-21, restandovi anche nell'annata seguente, in cui si aggiudica la coppa nazionale.

## Palmarès

### Club
- Coppa di Germania: 1

2021-22